# J. Edgar
J. Edgar és una pel·lícula dramàtica estatunidenca estrenada el 9 de novembre de 2011. Protagonitzada per Leonardo DiCaprio, on Clint Eastwood assumeix les tasques de direcció, producció i composició de la banda sonora. Basada en la vida de J. Edgar Hoover, que fou el primer director de l'Oficina Federal d'Investigació (FBI) des del 10 de maig de 1924 fins a la seva mort, el 2 de maig de 1972. Ha estat doblada i subtitulada al català.

## Argument
J. Edgar Hoover (Leonardo DiCaprio) es convertirà durant la major part de la seva vida en l'home més poderós dels Estats Units, sent el president de l'Oficina Federal d'Investigació des del 1924, amb només 29 anys, fins a la seva mort el 1972. Hoover va saber enfrontar-se durant la seva presidència a tres guerres i vuit presidents diferents, un dels quals va voler destituir-lo, sense aconseguir-ho finalment.

## Repartiment
- Leonardo DiCaprio: J. Edgar Hoover
- Armie Hammer: Clyde Tolson
- Naomi Watts: Helen Gandy
- Josh Lucas: Charles Lindbergh
- Judi Dench: Annie Hoover
- Ed Westwick: Agent Smith
- Dermot Mulroney: Norman Schwarzkopf, Sr.
- Jeffrey Donovan: Robert F. Kennedy
- Damon Herriman: Richard Hauptmann
- Adam Driver: Walter Lyle

## Producció
Va ser filmada a les ciutats de Los Angeles (Califòrnia), Washington D.C. i Warrenton (Virgínia), tots elles als Estats Units. Durant el procés de composició del repartiment es va rumorejar que Joaquin Phoenix interpretaria a Clyde Tolson, però els rumors foren negats posteriorment. Per interpretar a Helen Gandy es va contractar a Charlize Theron, però va abandonar el projecte en favor de Blancaneu i la llegenda del caçador (2012). També Amy Adams va ser temptejada per donar vida al personatge, però finalment va recaure en Naomi Watts.

## Nominacions
- 2011: Globus d'Or al millor actor dramàtic per Leonardo DiCaprio
- 2011: Premis del Sindicat d'Actors al millor actor per Leonardo DiCaprio
- 2011: Premis del Sindicat d'Actors al millor actor secundari per Armie Hammer

## Crítica
- "Una pel·lícula potser antipàtica, però també complexa, fascinant, omple de capes"[4]
- "Sent fidel al caràcter discret d'Eastwood, 'J. Edgar' ofereix un tractament respectuós a un tema potencialment escandalós, però un enfocament una mica més atrevit a l'Oliver Stone podria haver aconseguit una pel·lícula més viva."[5]